# Pompowanie optyczne
Pompowanie optyczne – wzbudzanie atomów metodami optycznymi do określonego stanu, co osiąga się dobierając odpowiednio warunki wzbudzenia (oświetlenie, polaryzacja). Jeśli wskutek absorpcji światła liczba atomów osiągających dany stan wzbudzony w jednostce czasu jest większa od odwrotności średniego czasu życia (tj. całkowita liczba atomów w danym stanie rośnie). Dzięki zastosowaniu pola magnetycznego i spolaryzowanego światła wzbudzającego można za pomocą pompowania optycznego uzyskać częściowe uporządkowanie (tj. ustawienie równoległe) wektorów atomowych momentów magnetycznych. Czyni to metodę pompowania optycznego cennym narzędziem w badaniach fizyki atomowej i jądrowej. Zwiększenie obsadzenia wybranego stanu drogą pompowania optycznego jest podstawą działania lasera. Metodę pompowania optycznego zaproponował w 1950 roku fizyk francuski Alfred Kastler; dostał za to w 1966 roku nagrodę Nobla z fizyki.